# Bob McAdoo
Robert Allen McAdoo Jr. (født 25. september 1951) er en amerikansk tidligere professionel basketballspiller og basketballtræner, som i dag arbejder som talentspejder for NBA-holdet Miami Heat. Han vandt Most Valuable Player i 1975 og var medlem af All-Star holdet fem gange i sin spillerkarriere.

## Collegekarriere
McAdoo begyndte college i 1969 med Vincennes University, og imponerede der. Han skiftede i 1971 til University of North Carolina, som er en af de bedste colleges for basketball i landet. Han blev i sit ene år med North Carolina kåret som All-American, som er de bedste collegespillere på landsplan.

## Spillerkarriere

### Buffalo Braves
McAdoo blev draftet med det andet valg i 1972 draften af Buffalo Braves. McAdoo viste sig med det samme til at være et godt draft pick af Braves, da han blev kåret som Rookie of the Year i sin debutsæson.
McAdoo tog et stort skridt frem i sin anden sæson, da han scorede i gennemsnit 30,6 point per kamp, mere end nogen anden spiller i ligaen. McAdoo blev i sæsonen også valgt til sit første All-Star hold.
McAdoo havde i sin tredje sæson sin bedste scoringssæson i sin karriere, med 34,5 point per kamp, hvilke igen var mere end nogen anden spiller i ligaen. Han blev i sæsonen igen valg som All-Star, og blev for første og eneste gang i sin karriere kåret som ligaens Most Valuable Player.
McAdoo vandt i 1975-76 sæsonen sin tredje scoringstitel i streg, da han med 31,1 point per kamp igen var ligaens topscorer.

### New York Knicks
Utilfreds med at spille i en mindre by som Buffalo, hvor han ikke mente han fik den medieopmærksomhed som han fortjente, blev han traded til New York Knicks halvvejs gennem 1976-77 sæsonen. McAdoo var stadig blandt ligaens bedre spillere i løbet af sin tid i New York, og var All-Star i både 1977 og 1978.

### Boston Celtics
McAdoo blev traded til Boston Celtics i februar 1979. Hans korte ophold i Boston var dog ikke en succes, da Boston ikke var konkurrencedygtige, og var blandt de dårligste hold i ligaen.

### Detroit Pistons
McAdoo blev traded til Detroit Pistons i september 1979. Hans tid i Detroit var dog ikke bedre end i Boston, da han døjede gentagende gange med skader. 1979-80 sæsonen ville blive sidste gang i hans karriere han havde mere end 20+ point i gennemsnit på en sæson. Efter kun have spillet 6 kampe i 1980-81 sæsonen på grund af skader, valgte Pistons at frikøbe ham fra hans kontrakt.

### New Jersey Nets
McAdoo skiftede til New Jersey Nets efter at være blevet gjort klubløs. Han spillede dog kun 15 kampe for klubben før han blev traded.

### Los Angeles Lakers
McAdoo blev juleaftensdag 1981 traded til Los Angeles Lakers. McAdoo blev i Los Angeles en vigtig rotationsspiller for et mesterskabsvindene hold, og McAdoo var en del af at vinde to mesterskaber, i 1982 og 1985.

### Philadelphia 76ers
McAdoo skiftede i januar 1986 til Philadelphia 76ers efter kontraktudløb hos Lakers, og spillede sin sidste sæson i NBA der.

### Italienske klubber
I stedet for at gå på pension, så valgte McAdoo at tage til Italien og spille efter hans tid i NBA var ovre. Han skrev her under med Olimpia Milano, og spillede 4 sæsoner med holdet. Han var i sin tid hos Olimpia Milano med til at vinde Euroleague mesterskabet 2 gange. McAdoo blev i 1988 kåret som Euroleague Final Four MVP.
Han spillede herefter kortvarigt med to yderlige italienske hold, Filanto Forlì og Teamsystem Fabriano, før han i 1992 stoppede spillerkarrieren.

### Eftermæle
McAdoo blev i 2000 indsat i Naismith Memorial Basketball Hall of Fame.

## Trænerkarriere
McAdoo blev i 1995 hyret som assistenttræner under Pat Riley hos Miami Heat, og tilbragte herefter 19 sæsoner som assistenttræner under 3 forskellige trænere. I disse år som assistenttræner var han med til at vinde 3 mesterskaber. Han stoppede som assistenttræner i 2014, og har siden arbejdet som talentspejder og ambassadør for holdet 